# Vivaise
Vivaise é uma comuna francesa na região administrativa de Altos da França, no departamento de Aisne. Estende-se por uma área de 9,02 km². Em 2010 a comuna tinha 709 habitantes (densidade: 78,6 hab./km²).